# Arqueologia aérea

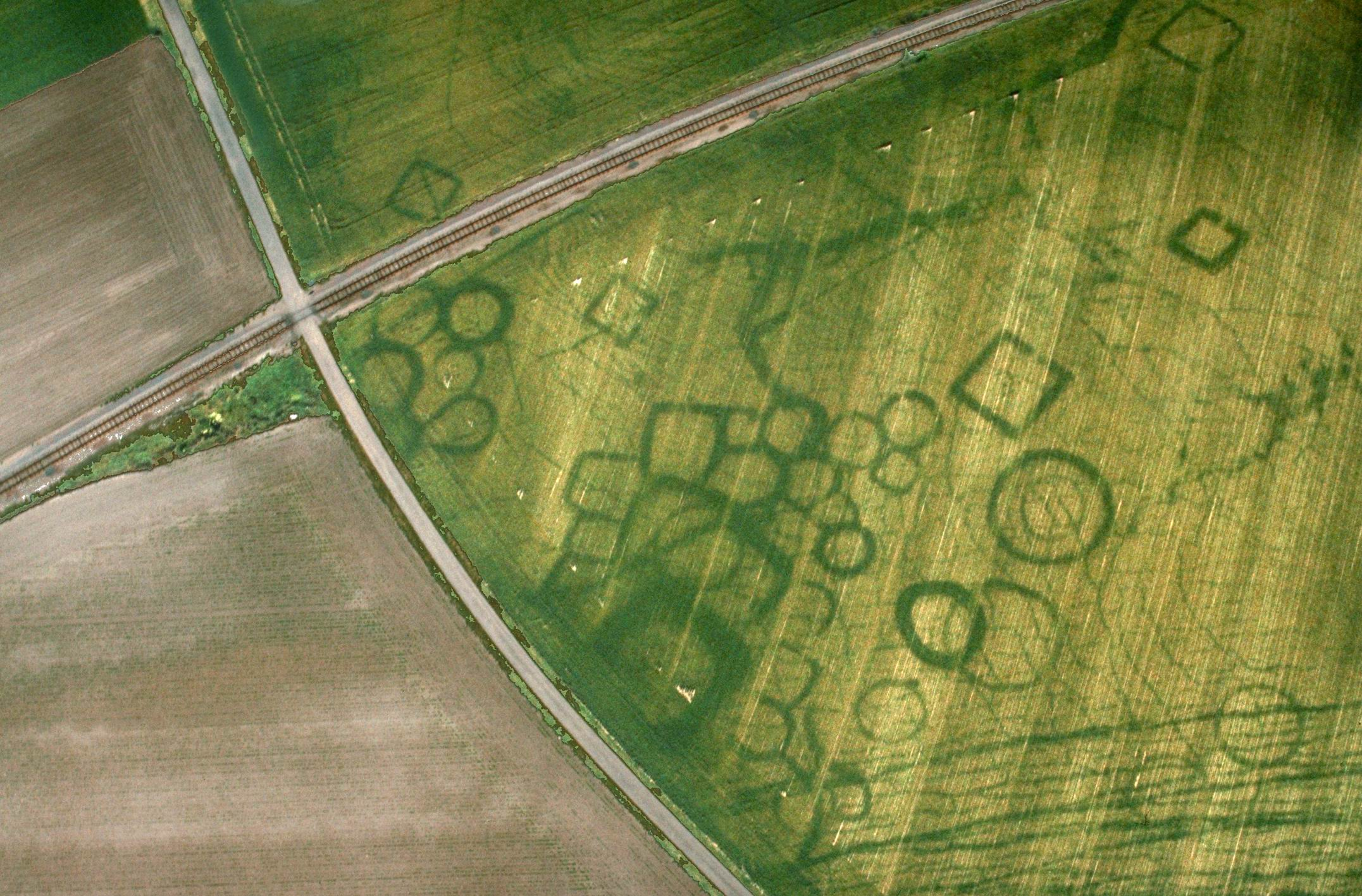
Fotografia aérea do sítio proto-histórico de Grézac (Charente-Maritime, França). Grande necrópole gaulesa com várias estruturas funerárias. Circulares ou quadradas, de diversas dimensões, estes "monumentos funerários" alojavam sepulturas.

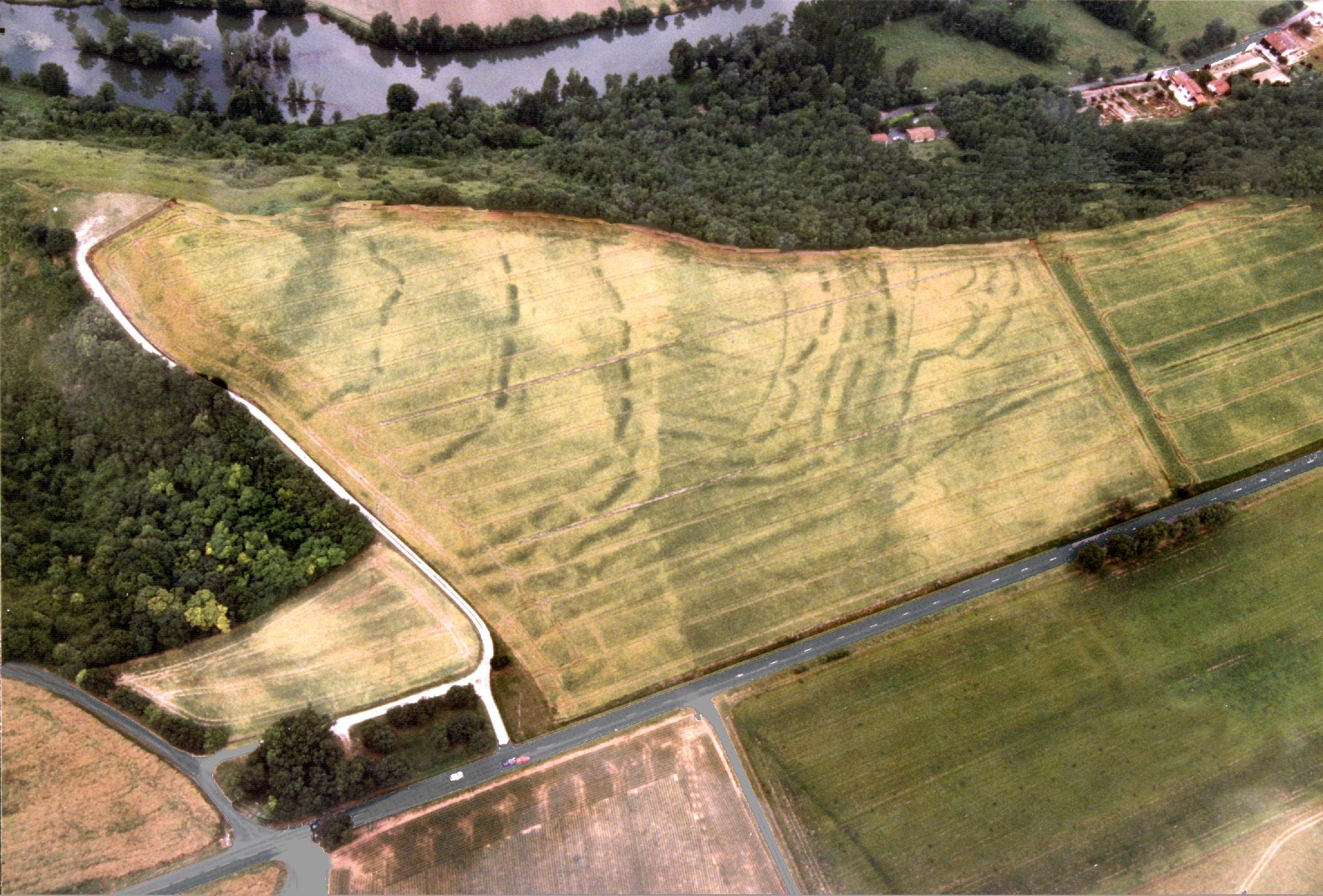
Fotografia aérea do sítio neolítico de Balzac, Les Coteaux de Coursac (Charente, França).
Conjunto complexo de fossos de defesa de uma fortificação que domina a Charente. Estes conjuntos de portas e valas com defletores complexos tinham a intenção de proteger uma área de acolhimento de uma população de recém-assentados caçadores-coletores, graças ao clima regional e aos cereais selvagens.

A arqueologia aérea é o ramo da arqueologia que estuda e interpreta imagens aéreas (obtidas por avião, balão, satélite ou outros veículos voadores) com o objetivo de descobrir ou delimitar potenciais sítios arqueológicos, normalmente não visíveis ao nível do chão. Três tipos de modificações, devidos à presença de restos enterrados, são detetáveis nas fotografias obtidas em condições ideais de iluminação e de sazonalidade: os níveis de modificação, cor do solo ou e desenvolvimento das culturas. Estas mudanças podem detetar velhas estruturas antrópicas.
As vantagens de dispor de uma boa vista aérea do terreno são apreciadas pelos arqueólogos pois um ponto de vista elevado permite uma melhor apreciação dos pormenores e das suas relações num contexto mais amplo. Os primeiros investigadores tentaram obter pontos de vista de sítios arqueológicos usando balões de ar quente, suportes ou câmaras fotográficas ligadas a papagaios (pipas). Após a invenção do avião e da importância militar que a fotografia aérea ganhou durante a Primeira e a Segunda Guerras Mundiais, os arqueólogos passaram a efetivamente usar a tecnologia para descobrir e registar sítios arqueológicos.
As fotografias podem ser tiradas ou verticalmente, ou seja, a partir de um ponto que está diretamente por cima do local fotografado, ou obliquamente, o que significa que são tomadas a partir de outro ângulo. A fim de proporcionar um efeito tridimensional, um par de fotografias verticais parcialmente sobrepostas permite compensar as posições e pode ser visto estereoscopicamente.

## História
Em 1925, na Síria, o reverendo jesuíta Antoine Poidebard, observador aéreo militar, notou que ao pôr-do-sol, com a luz oblíqua, formas de relevo ínfimas surgiam ao nível do solo, revelando ruínas soterradas. Poidebard fotografou-as e localizou-as, tendo nascido a arqueologia aérea.
O coronel Jean Baradez, francês, fez levantamentos no Norte de África, mas foram os ingleses os primeiros a institucionalizar esta pesquisa, com Crawford, Crampton e, especialmente, J.-K. St. Joseph, com todo o poder do departamento de pesquisa da Universidade de Cambridge.
Na década de 1960 em França surgiram os investigadores de primeira geração: Roger Agache, no norte da França, Jacques Dassie em Poitou-Charentes, Bernard Edeine no Canal da Mancha, René Goguey na Borgonha, Daniel Jalmain em Île-de-France e Louis Monguilan na Provença.
Fotografias aéreas já foram utilizadas com sucesso para identificar dólmens soterrados no Alentejo, em Portugal. Dos 196 dólmens já identificados na região, 68 foram visualizados via fotos aéreas.

### Artigos relacionados
- Arqueologia
- Prospeção arqueológica
- Índice fitológico
- Centuriação
- Kite Aerial Photography
- Círculo de Goseck
- Marcas de sombra
- Xenoarqueologia